# Eje Z (historieta)
Eje Z es una serie de cómic chilena, perteneciente al universo ficticio de cómic chileno conocido como Universo CS, apareciendo por primera vez en la revista de antología Caleuche Comic #1 (octubre de 2005), y actualmente en la revista Héroes, editado por CS Media, creada por el guionista y dibujante Carlos Badilla, y con aportes, en el guion de la primera historia, de Brian Wallis.
Eje Z presenta a dos agentes de una misteriosa organización solo conocida como Eje Z, que tienen como directiva el mantener a raya cualquier actividad paranormal o sobrenatural que altere la percepción de "normalidad" en el público común. Hasta el momento, lo que se conoce de seguro de los personajes es que su misión incluye vigilar eventos y seres sobrenaturales, y si algo o alguien amenaza la realidad, la normalidad, o la particular agenda del Eje Z, detenerlo bajo cualquier medio necesario.

## Personajes
B: Nombre clave: Agente Superego. Como no se conoce mucho del origen de los agentes de campo de la misteriosa institución conocida como Eje Z, sólo nos podemos remitir a describir sus características físicas y de personalidad. Y aun cuando hay escritores que afirman que ni siquiera son humanos, sino más bien representaciones del castigo divino (a falta de un mejor término), varios testigos coinciden en que uno de los dos agentes, el más compuesto, es un tipo alto y atlético, de cabello claro e impecablemente vestido (aunque siempre de negro, color con el que se identifica, ya que es sobrio y absorbe absolutamente todo). Este agente es el más dado a hablar (esto es, en palabras que no sean garabatos), con una marcada tendencia a explicar qué es lo que está sucediendo. Suele optar por la hipótesis más científica (a pesar de tener vastos conocimientos de conjuros y hechicería), pues, para él, absolutamente todo (es un tipo que adora los términos absolutos) tiene una explicación lógica, y siempre hay un orden en el caos.
B parece frío y distante, pero es quizás el más preocupado de las posibles víctimas de su hacer o del de otros. Y curiosamente, es bastante cruel con su compañero, a quien adora hacer sufrir física y mentalmente.
A pesar de tener acceso a la última tecnología, B es algo reacio a usarla. Prefiere primero confiar en sus propias habilidades, y después en su revólver (que como él, es focalizado y algo chapado a la antigua). Después, y sólo después, lo verás usando algún arma de ciencia ficción.
Nacho: Nombre clave: Agente Id. Todo en Nacho parece caótico: su forma de vestir, su vocabulario, sus furtivos e imprevisibles cambios de humor. Pero tal como lo afirmó antes B, hay una lógica detrás de este comportamiento tan errático. Y es que nadie sabe qué esperar de Nacho, empezando por su nombre: ¿por qué un agente secreto escogería “Nacho” sobre cualquier otra denominación? Nacho reacciona por instinto, es cierto, pero es bastante más metódico de lo que deja entrever. El enano del peinado de marraqueta (que es como suelen describirlo) conoce casi tanto de lo extraño como su compañero, y jugar al impredecible es la forma que tiene de tomar por sorpresa a sus enemigos. A pesar de todo, suele ser el más relajado de los dos, menos obsesionado con Ometav (ver Ometav (comics)), y, lo más extraño, menos cruel para con su compañero (aunque, eso sí, tiende a insultarlo bastante).
Nacho porta dos automáticas plateadas que son una prolongación de su personalidad: Rápida, dispersa, ambidiestra y letal.